# إنغريد د. رولاند
إنغريد د. رولاند (بالإنجليزية: Ingrid D. Rowland)‏ هي باحثة في تاريخ العصور الكلاسيكية أمريكية، ولدت في 19 أغسطس 1953 في الولايات المتحدة.